# Sydney Smith
Sydney Smith (ur. 11 kwietnia 1856 w Colyton (obecnie część Sydney), zm. 21 lutego 1934 w Sydney) – australijski polityk, w latach 1904-05 pełnił urząd federalnego ministra poczty.

## Życiorys
Pochodził z rodziny hotelarzy. Sam pracował najpierw jako kolejarz, a następnie hodował owce. W 1882 został wybrany do Zgromadzenia Ustawodawczego Nowej Południowej Walii. W 1889 wszedł do rządu kolonii jako minister górnictwa, a rok później objął resort rolnictwa. Równolegle w latach 1888-89 był burmistrzem gminy Leichhardt. W 1898 utracił mandat parlamentarny.
W 1901, po powstaniu Związku Australijskiego (czemu osobiście był raczej niechętny), został wybrany do Izba Reprezentantów. Był już wówczas prominentnym działaczem Partii Wolnego Handlu. Kiedy w 1904 partia utworzyła gabinet George’a Reida, wszedł do niego jako minister poczty. W 1906 nie zdołał uzyskać reelekcji do parlamentu i przeszedł na polityczną emeryturę.
Zmarł w Sydney w lutym 1934 roku, przeżywszy 77 lat.